# Hadley Peak
Hadley Peak är en bergstopp i Antarktis. Den ligger i Västantarktis. Inget land gör anspråk på området. Toppen på Hadley Peak är 2 660 meter över havet. Hadley Peak ingår i Ford Massif.
Terrängen runt Hadley Peak är varierad. Trakten är obefolkad. Det finns inga samhällen i närheten.